# Barbie Dreamhouse Adventures
A Barbie Dreamhouse Adventures 2018-tól futó amerikai televíziós 3D-s számítógépes animációs sorozat, amelynek rendezői Patrice Berube, Conrad Helten és Saul Blinkoff. Producerei Julia Pistor és Christopher Keenan. a Zeneszerzői Benjamin Roberts és Math Club. A tévéfilmsorozat a Mattel Creations gyártásában készült. Műfaját tekintve filmvígjáték-sorozat, kalandfilm-sorozat. 
Amerikában 2018. május 3-án mutatták be a Netflixen, Magyarországon a Minimax kezdte adni 2018. október 22-én.

## Szereplők
| Szereplő          | Eredeti hang      | Magyar hang           |
| ----------------- | ----------------- | --------------------- |
| Barbie Roberts    | America Young     | Vágó Bernadett        |
| Skipper Roberts   | Kirsten Day       | Laudon Andrea         |
| Stacie Roberts    | Cassandra Morris  | Károlyi Lili          |
| Chelsea Roberts   | Cassidy Nabor     | Koller Virág          |
| Ken               | Ritesh Rajan      | Baráth István         |
| Margaret Roberts  | Lisa Fuson        | Solecki Janka         |
| Poppy Reardon     | Lisa Fuson        | Kiss Erika            |
| George Roberts    | Greg Chun         | Pál Tamás             |
| Nikki             | Desirae Whitfield | Tarr Judit            |
| Teresa            | Cristina Milizia  | Kapu Hajni            |
| Renee             | Stephanie Sheh    | Sipos Eszter Anna     |
| Daisy             | Emma Galvin       | Gulás Fanni           |
| Whittaker Reardon | Johnny Yong Bosch | Vári Attila           |
| Trey Reardon      | Eamon Brennan     | Berkes Bence          |
| Greg              | Ben Diskin        | Gubányi György István |
| Johnny Bee        | Rhomeyn Johnson   | Penke Bence           |
| Rookie            | TBA               | Penke Bence           |
| Rise              | TBA               | Penke Bence           |
| Kazuda            | Charlie Diecker   | Égner Milán           |
| DJ                | TBA               | Égner Milán           |
| Johnny            | TBA               | Égner Milán           |
| Tammy             | TBA               | Laurinyecz Réka       |
| Honey             | TBA               | Laurinyecz Réka       |
| Bonnie            | TBA               | Pekár Adrienn         |
| Taffy             | TBA               | Pekár Adrienn         |

- Főcímdal: Vágó Bernadett
- Bemondó: Vágó Bernadett (sorozatcím és epizódcímek, 1-5. évad; stáblista, 1-4. évad), Gömöri Viktória (stáblista, 5. évad)
- Magyar szöveg: Abonyi Tímea (1x01-07), Fórián Eszter (1x08; 2x01-05 – Flórián Eszter néven), Hofer László (2x06-09; 3x01-04, 08-09), Markwarth Zsófia (3x05-07; 4x05-06, 08), Szirmai Hedvig (4x01-04, 07, 09-13), Dömötör Éva (5. évad)
- Hangmérnök: Johannis Vilmos (1-3. évad), Galányi Béla (4. évad), Árvay Zoltán (5. évad)
- Vágó: Galányi Béla (4. évad)
- Gyártásvezető: Terbócs Nóra (1-4. évad), Gémesi Krisztina (5. évad)
- Szinkronrendező: Johannis Vilmos (1. évad; 2x01-05), Kéthely-Nagy Luca (2x06-07; 3. évad), Gajda Mátyás (4. évad), Árvay-Kiss Virág (5. évad)
- Produkciós vezető: Kicska László (1-4. évad), Bor Gyöngyi (5. évad)
- A magyar változat a Minimax megbízásából a Subway stúdióban (1-4. évad) és a Direct Dubs Studiosban (5. évad) készült.

## Évados áttekintés
| Évad | Évad | Epizód | Hivatalos premier | Hivatalos premier | Magyar premier    | Magyar premier    |
| Évad | Évad | Epizód | Évadpremier       | Évadfinálé        | Évadpremier       | Évadfinálé        |
| ---- | ---- | ------ | ----------------- | ----------------- | ----------------- | ----------------- |
|      | 1    | 8      | 2018. május 3.    | 2018. május 3.    | 2018. október 22. | 2018. november 3. |
|      | 2    | 9      | TBA               | TBA               | 2018. november 5. | TBA               |
|      | 3    | 9      | TBA               | TBA               | TBA               | TBA               |

### 1. évad
| #  | #  | Eredeti cím                 | Magyar cím              | Eredeti premier | Magyar premier    |
| -- | -- | --------------------------- | ----------------------- | --------------- | ----------------- |
| 1. | 1. | Welcome to the Dreamhouse!  | Beköltözés az álomházba | 2018. május 3.  | 2018. október 22. |
| 2. | 2. | Clubhouse (Remix)           | Klubház felújítás       | 2018. május 3.  | 2018. október 22. |
| 3. | 3. | Nobody's Cupcake            | Süss, amíg bírsz        | 2018. május 3.  | 2018. október 22. |
| 4. | 4. | The Great Pioneer Adventure | A nagy pionír kaland    | 2018. május 3.  | 2018. október 23. |
| 5. | 5. | Baby Sister Babysitter      | Bébiszitter hugica      | 2018. május 3.  | 2018. október 23. |
| 6. | 6. | Road Trip!                  | Utazunk!                | 2018. május 3.  | 2018. október 23. |
| 7. | 7. | Picture Perfect Cake        | Tökéletes torta         | 2018. május 3.  | 2018. november 2. |
| 8. | 8. | The Roof Fairy              | Tetőtündér              | 2018. május 3.  | 2018. november 3. |

### 2. évad
| #   | #  | Eredeti cím             | Magyar cím             | Eredeti premier | Magyar premier    |
| --- | -- | ----------------------- | ---------------------- | --------------- | ----------------- |
| 9.  | 1. | Balancing Act           | Az egyensúly           |                 | 2018. november 4. |
| 10. | 2. | Life Can Be a Dream     | Az élet lehet az álmod |                 | 2018. november 5. |
| 11. | 3. | Trey Is for Horses      | Trey és a lovak        |                 | 2018. november 6. |
| 12. | 4. | A Dreamhouse Puppy Tale | Dreamhouse Kutyamesék  |                 | 2018. november 7. |
| 13. | 5. | Time Will Tell          | Az idő megmondja       |                 | 2018. november 8. |
| 14. | 6. | Putts for Pups          | Kutyus golf            |                 |                   |
| 15. | 7. | Pied Pupper             | Besütizett kutyus      |                 |                   |
| 16. | 8. | A Day at the Beach      | Tengerparti nap        |                 |                   |
| 17. | 9. | A Delicate Situation    | Kellemetlen helyzet    |                 |                   |

### 3. évad
| #   | #  | Eredeti cím                 | Magyar cím | Eredeti premier | Magyar premier |
| --- | -- | --------------------------- | ---------- | --------------- | -------------- |
| 18. | 1. | All Dogs Go To The Beach    |            |                 |                |
| 19. | 2. | Virtually Famous            |            |                 |                |
| 20. | 3. | The Ballad of Windy Willows |            |                 |                |
| 21. | 4. | Room Swap                   |            |                 |                |
| 22. | 5. | Getaway and Got Away        |            |                 |                |
| 23. | 6. | Totally Spying              |            |                 |                |
| 24. | 7. | Undercover Mermaid Part 1   |            |                 |                |
| 25. | 8. | Undercover Mermaid Part 2   |            |                 |                |
| 26. | 9. | A Dog's Day In Court        |            |                 |                |